# Frieseomelitta paupera
Frieseomelitta paupera är en biart som först beskrevs av Léon Abel Provancher 1888. Den ingår i släktet Frieseomelitta och familjen långtungebin. Inga underarter finns listade.

## Utseende
Frieseomelitta paupera är ett litet bi med mörkbrun till blekgul bakkropp. Hanen påminner om arbetarna, men med längre antenner.

## Ekologi
Släktet Frieseomelitta tillhör de gaddlösa bina, ett tribus av sociala bin vilka saknar fungerande gadd. De har dock kraftiga käkar, och kan bitas ordentligt.

## Utbredning
Arten förekommer i Mellanamerika och norra Sydamerika från departementet Izabal i Guatemala, Costa Rica, Panama, departementen Magdalena och Sucre i Colombia, delstaterna Aragua, Falcón, Monagas och Portuguesa i Venezuela samt Trinidad och Tobago.